# Hanspeter Stocker
Hanspeter Stocker (23 novembre 1936) è un ex calciatore svizzero, di ruolo difensore.

## Carriera

### Nazionale
Gioca il suo unico incontro in Nazionale il 3 maggio 1967 in quel di Basilea contro la Cecoslovacchia (1-2).

## Palmarès

### Club

#### Competizioni nazionali
- Campionato svizzero: 1

Basilea: 1966-1967
- Coppa Svizzera: 2

Basilea: 1962-1963, 1966-1967